# Corvus splendens
Il corvo delle case, anche noto come corvo indiano, corvo di Colombo o corvo collogrigio (Corvus splendens Vieillot, 1817) è un uccello passeriforme della famiglia dei corvidi.

## Etimologia
Il nome scientifico della specie, splendens, deriva dal latino e significa "splendente", in riferimento ai riflessi metallici del piumaggio.

## Descrizione

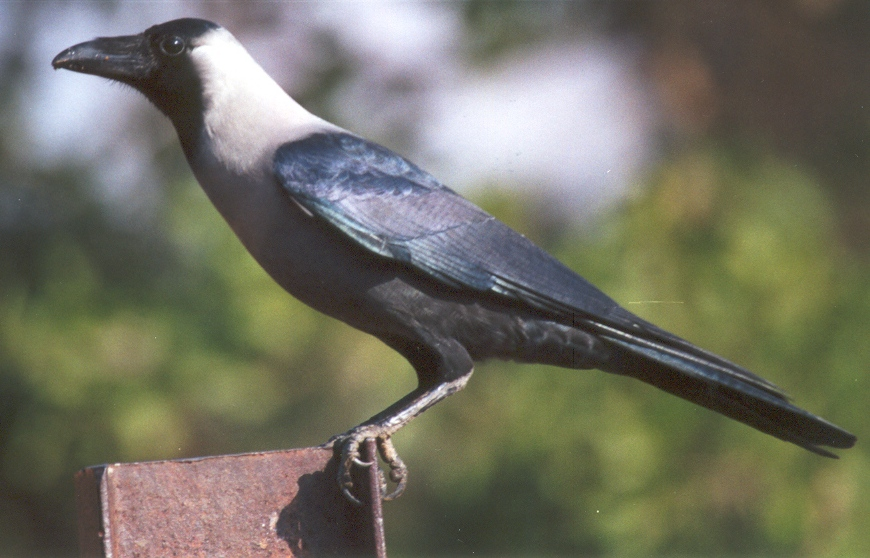
Esemplare nel parco nazionale di Sariska.

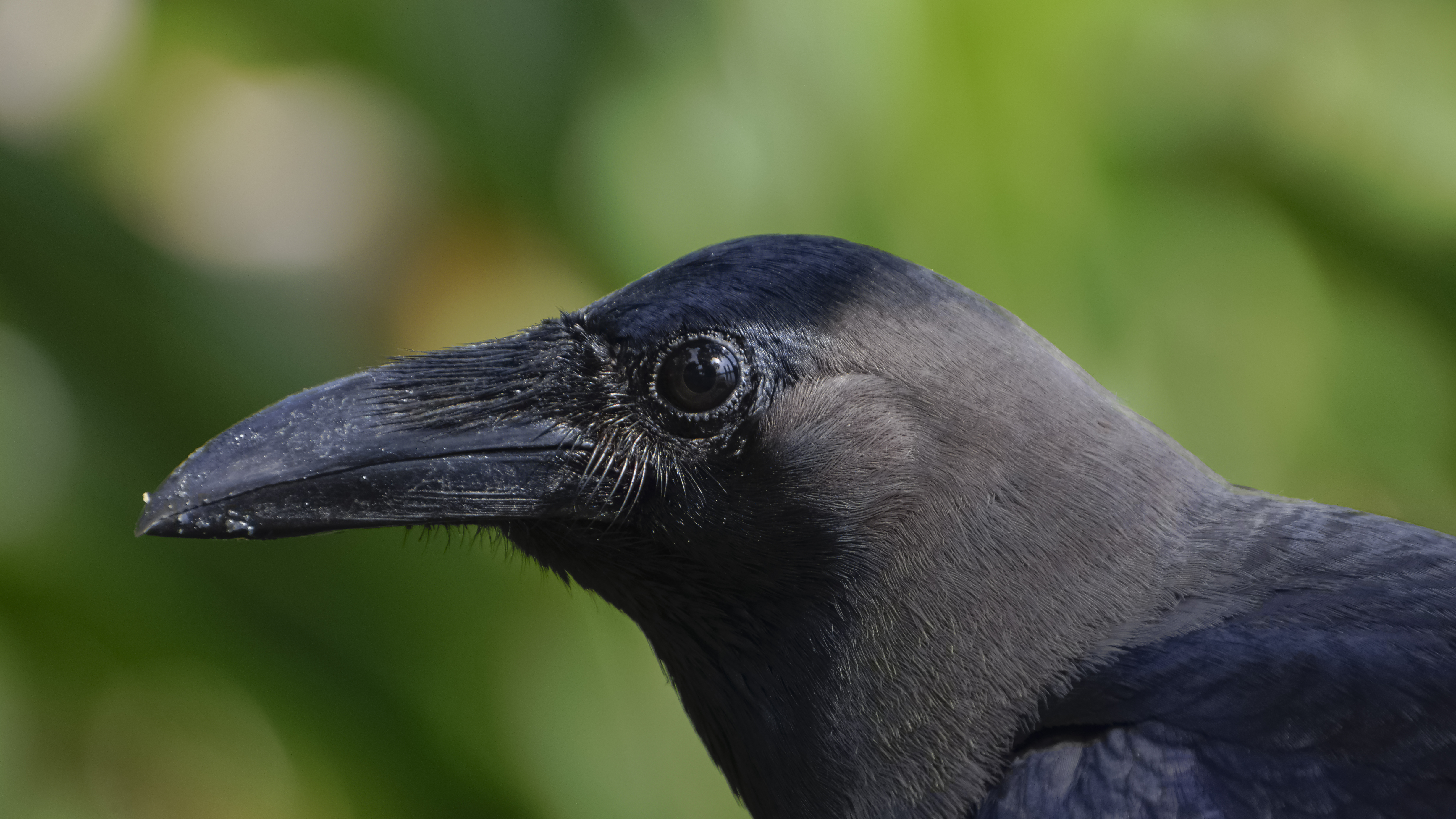
Primo piano di esemplare a Kuala Lumpur.

### Dimensioni
Misura 40-43 cm di lunghezza, per 245-371 g di peso.

### Aspetto
Si tratta di uccelli dall'aspetto robusto e slanciato, muniti di piccola testa arrotondata con lungo becco forte e conico dalla punta lievemente ricurva verso il basso: le ali sono digitate, le zampe sono forti e la coda è squadrata e di media lunghezza: quale questi presentano nel complesso l'aspetto tipico dei corvi, potendo essere piuttosto agevolmente distinti dalle altre specie affini per la conformazione più esile ed i lunghi becco e zampe. 
Il piumaggio è in linea di massima nero: fronte, faccia e gola sono di questo colore, così come dorso, ali e coda, che presentano inoltre sfumature metalliche purpuree. Il resto del corpo è invece di colore grigio scuro, che tende a scurirsi ulteriormente sul vertice e su ventre, sottocoda e parte piumata delle zampe, mentre la parte chiara della testa ed il collo tendono a schiarirsi nell'ardesia.

I due sessi sono del tutto simili nella colorazione.
Il becco e le zampe sono di colore nero: gli occhi sono invece di colore bruno scuro.

## Biologia

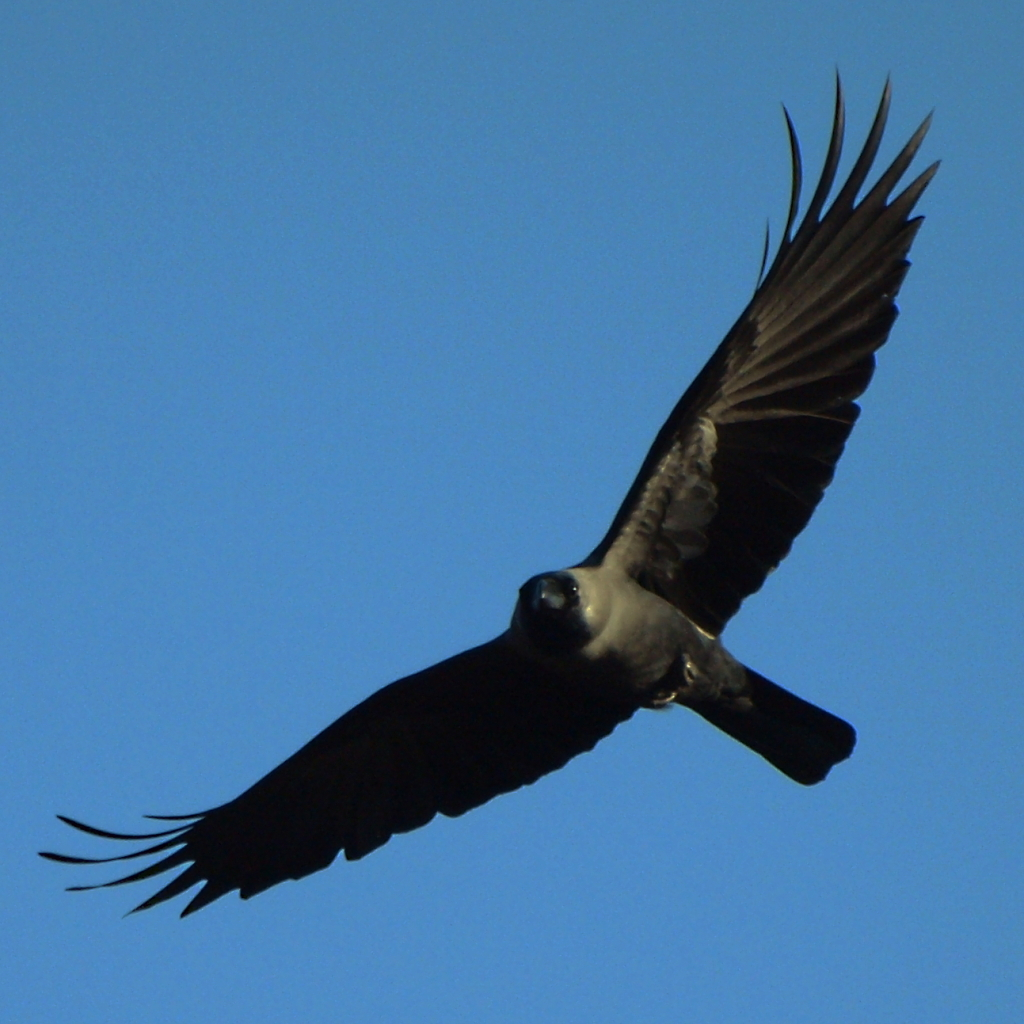
Esemplare in volo su Dhrangadhra.

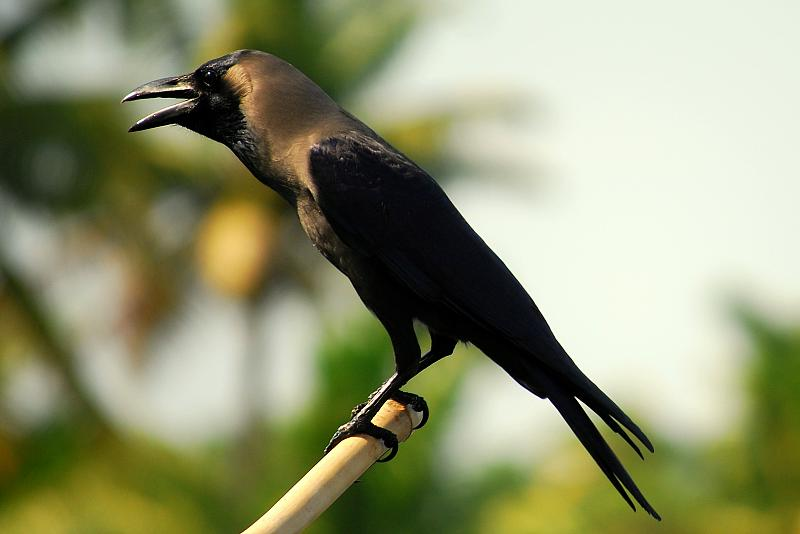
Esemplare vocalizza in natura.

Si tratta di uccelli dalle abitudini di vita diurne e gregarie, che vivono in gruppi familiari che a loro volta si aggregano fra loro a formare stormi più consistenti, i quali, in condizioni di sufficiente presenza di cibo, possono raggiungere consistenza numerica imponente, arrivando a contare centinaia di individui.
Durante la giornata, i vari gruppi si separano fra loro, disperdendosi nel territorio circostante alla ricerca di cibo, che avviene prevalentemente al suolo: verso sera, i gruppi cominciano a radunarsi su posatoi in evidenza (antenne TV, lampioni, piante in viali alberati), dove passano del tempo a socializzare ed interagire per stabilire le gerarchie interne allo stormo, non mancando di effettuare il grooming, dopodiché si ritirano sui posatoi dove passare la notte, generalmente rappresentati da grossi alberi isolati posti in contesto urbano, con buona illuminazione circostante e possibilmente alti edifici tutto intorno.
Si tratta di uccelli molto vocali, il cui richiamo è l'aspro gracchio tipico dei corvi: esso è differenziabile rispetto ai gracchi di specie affini con le quali il corvo delle case condivide l'areale per essere rispetto ad essi meno aspro.

### Alimentazione

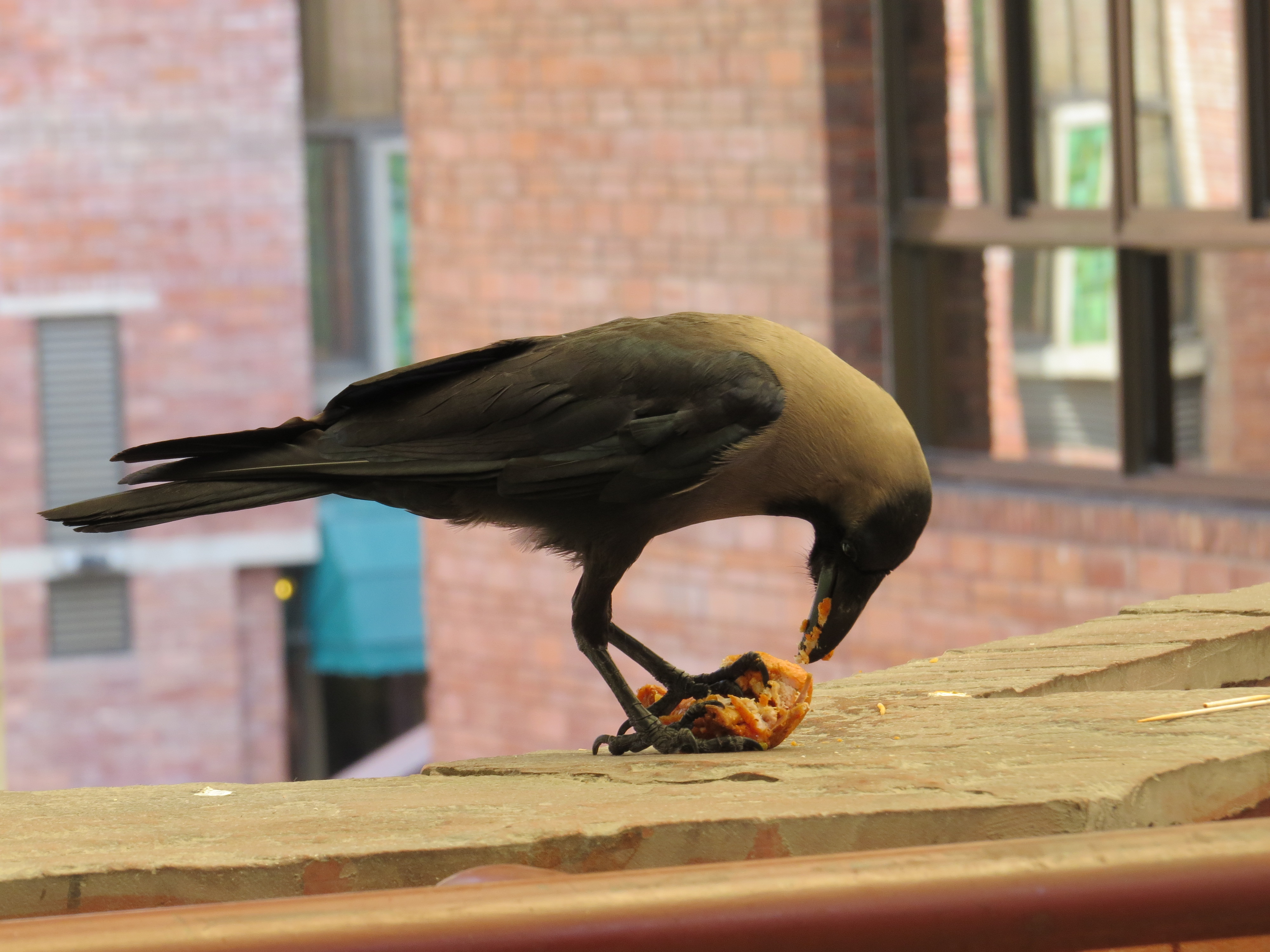
Esemplare si ciba a Nuova Delhi.

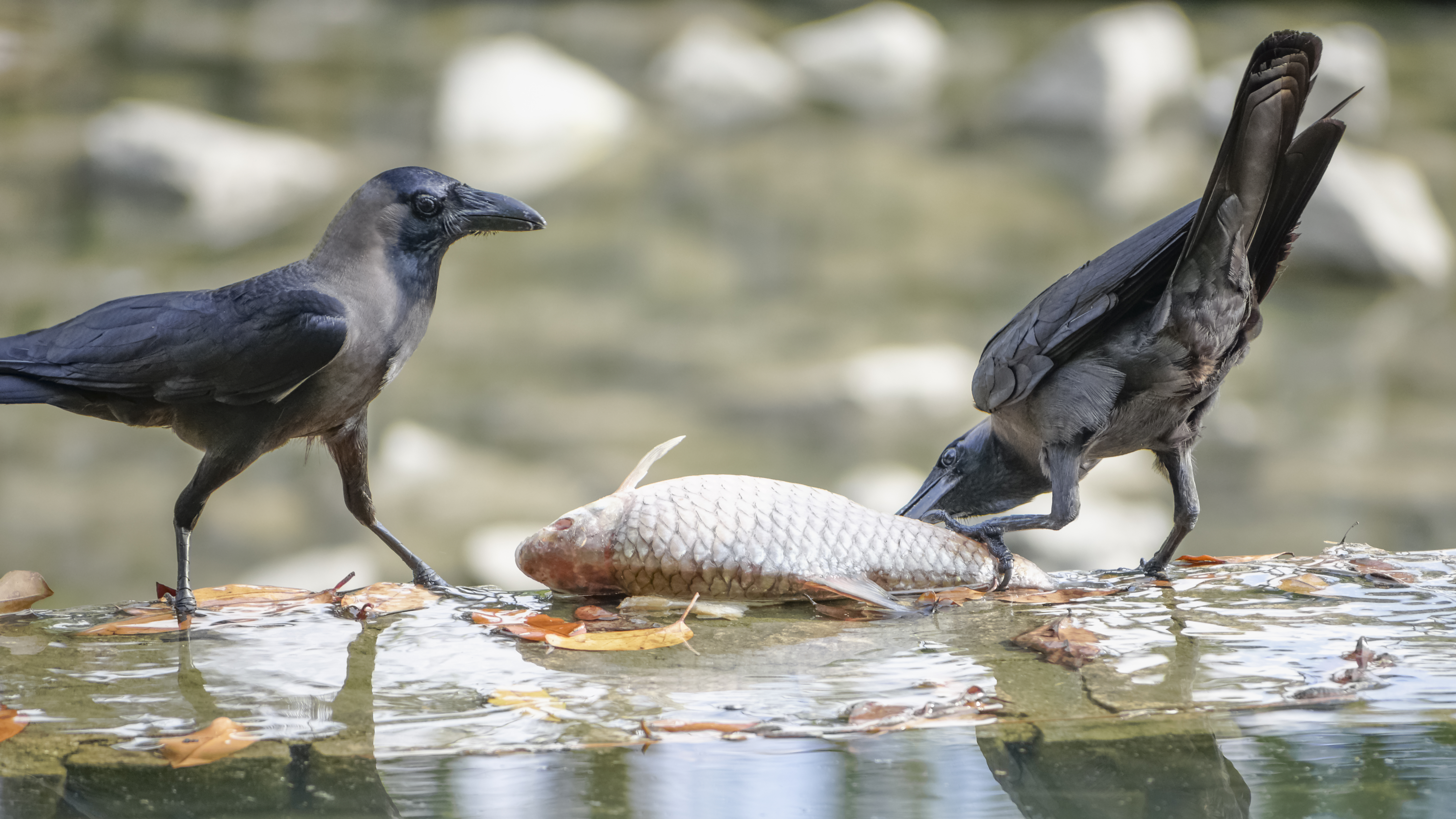
Due esemplari si cibano di un pesce morto a Kuala Lumpur.

Il corvo delle case è un uccello onnivoro e molto opportunista, la cui dieta si compone indifferentemente di cibo di origine vegetale o animale, a seconda della disponibilità del momento.
Questi uccelli si cibano praticamente di qualsiasi cosa: fra i cibi di origine vegetale vi sono bacche, frutta, verdura e granaglie, mentre fra quelli di origine animale vi sono insetti ed altri invertebrati, larve e piccoli vertebrati (topolini e scoiattoli, catturati scendendo in picchiata dall'alto, lucertole, gechi, serpentelli, uova, nidiacei, piccoli uccelli e finanche pipistrelli).

Questi animali sono degli assidui frequentatori di discariche, bidoni dell'immondizia e mercati, dove rinvengono grandi quantità di cibo fra gli scarti e la spazzatura: i corvi delle case si cibano inoltre di carcasse, piluccando sia pezzi di carne sia eventuali larve di saprofagi ivi presenti: dopo aver consumato la carne di animali morti, questi uccelli sono soliti ingerire della sabbia.

### Riproduzione

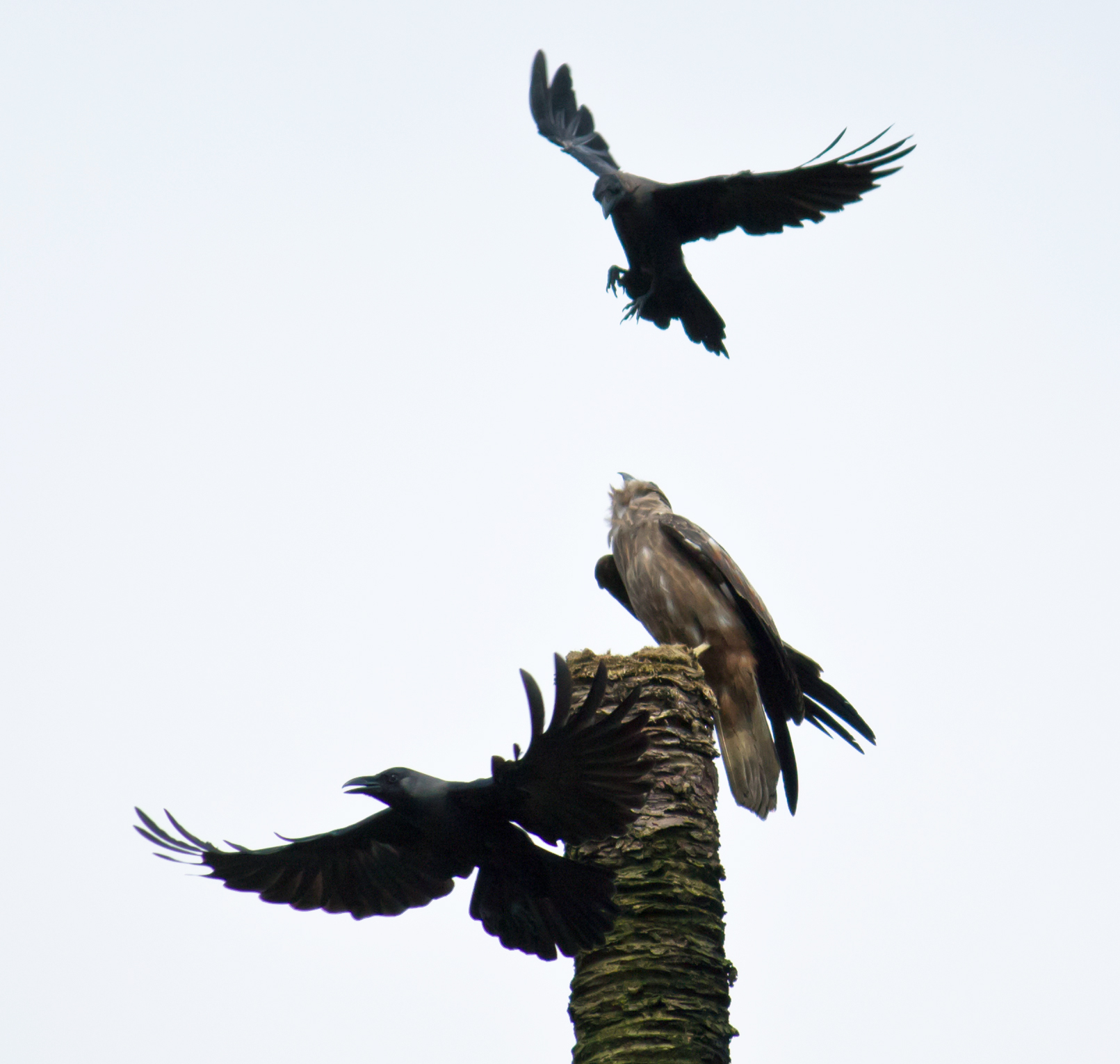
Coppia scaccia un nibbio bramino nel Kerala.

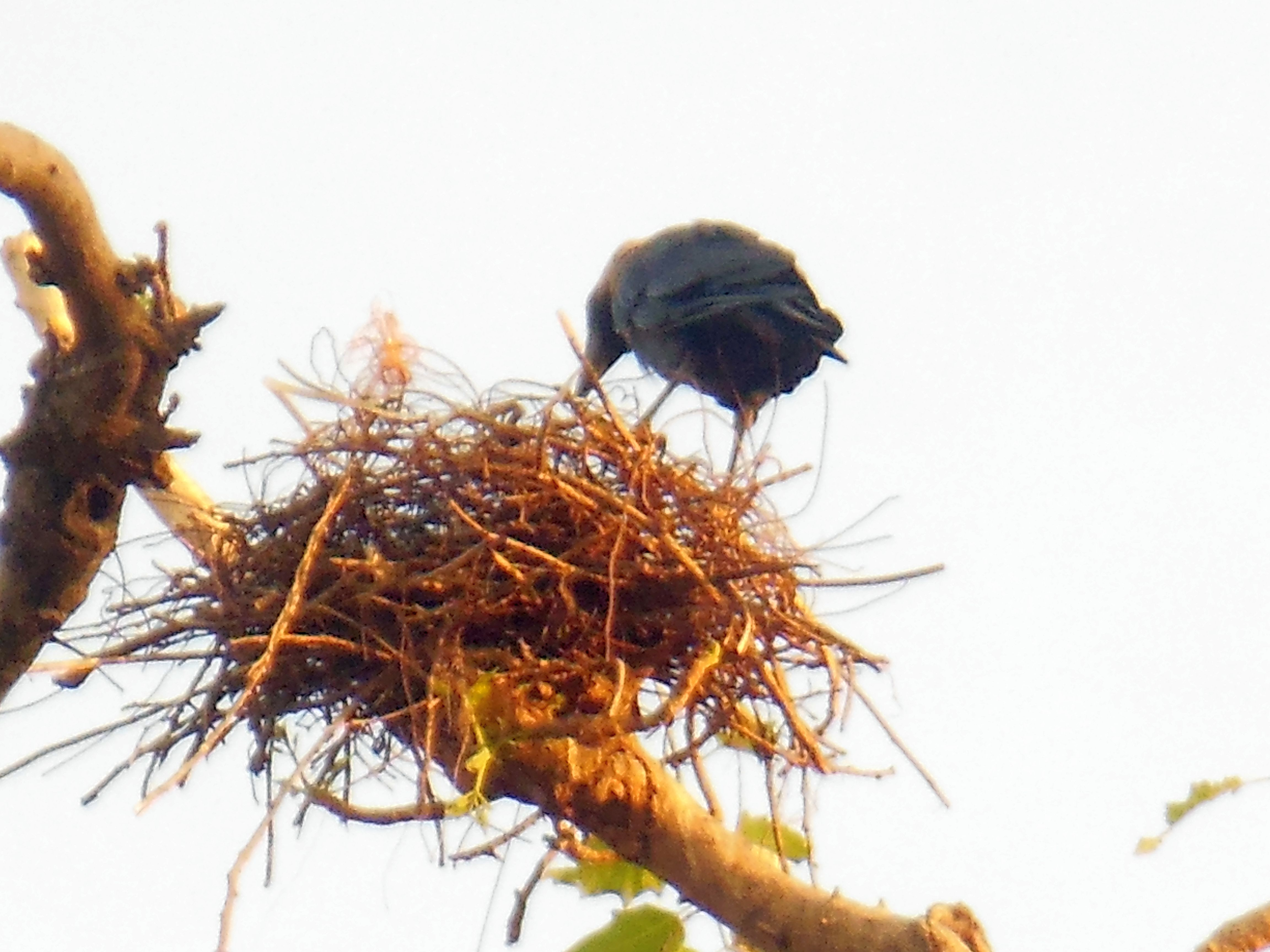
Esemplare intento alla costruzione del nido.

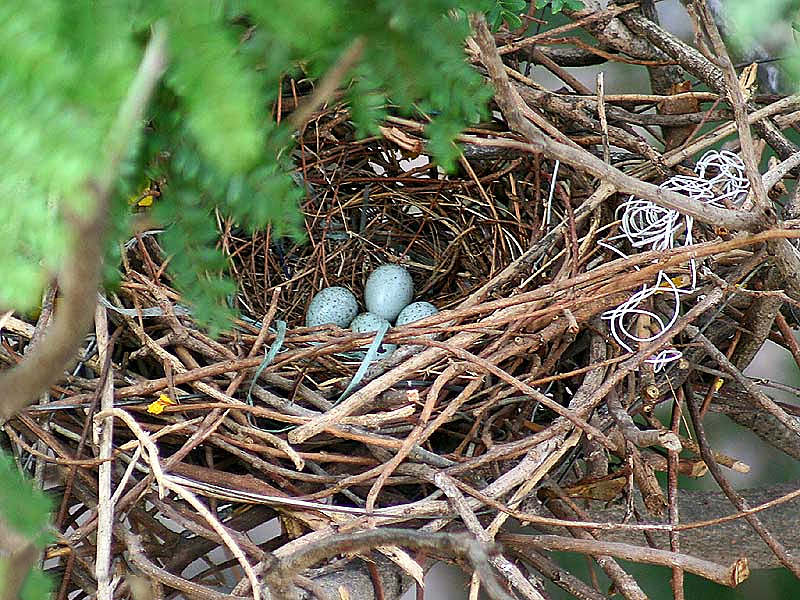
Nido con uova a Calcutta.

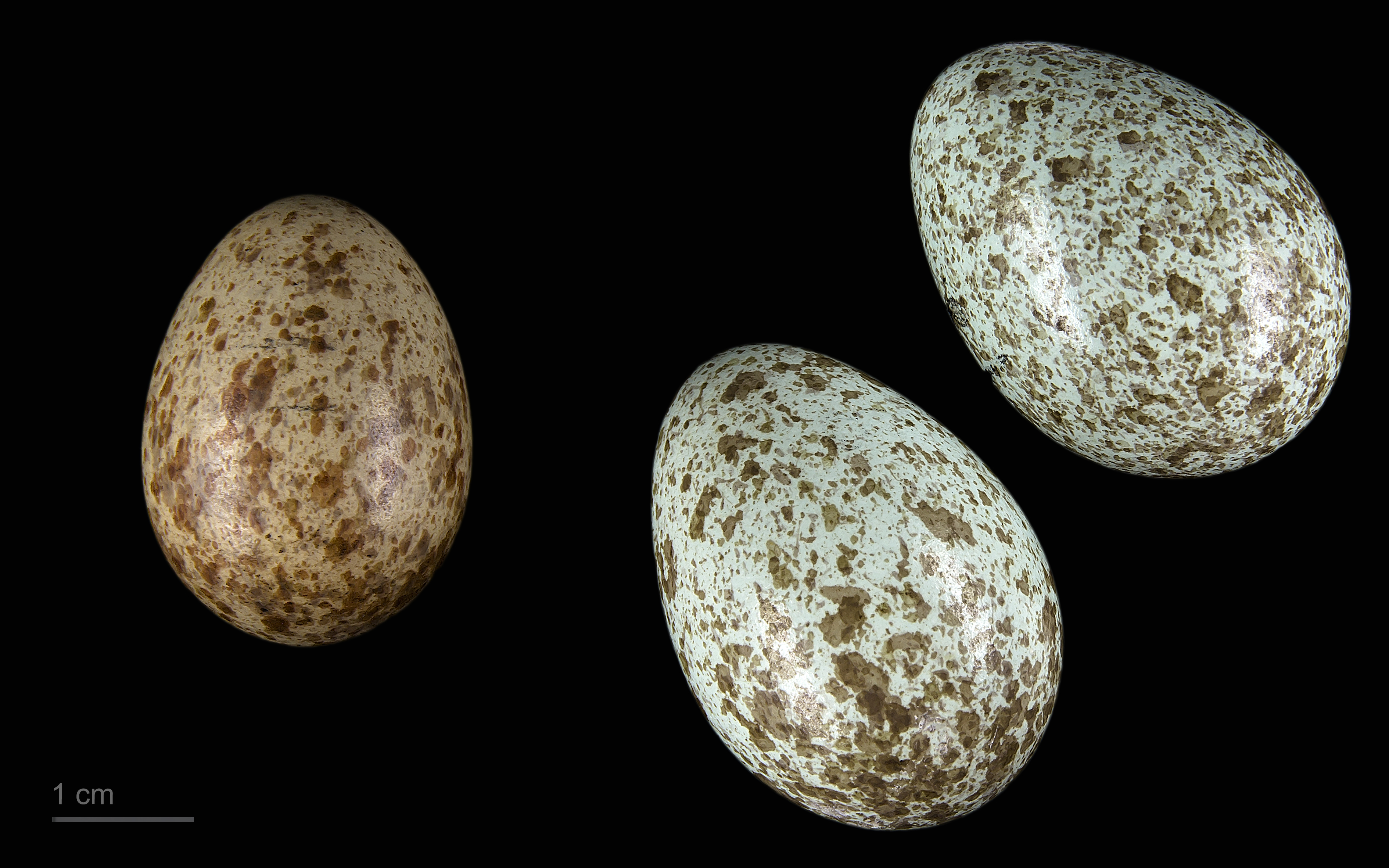
Uovo di Eudynamys scolopaceus in un nido di Corvus splendens Museo di Tolosa

Si tratta di uccelli rigidamente monogami: la stagione riproduttiva coincide grossomodo con l'inizio della stagione delle piogge, subendo slittamenti a seconda della zona dell'areale presa in considerazione ma estendendosi all'incirca fra aprile e la fine di giugno.
I due partner collaborano nelle varie fasi della riproduzione.

Il nido, voluminoso e a forma di coppa, viene costruito utilizzando soprattutto rametti intrecciati: esso raggiunge il mezzo metro di diametro, e viene ubicato di preferenza fra le fronde di un grosso albero dall'ampia chioma, con nidificazioni sporadiche anche su supporti artificiali come torri o antenne. Non di rado, su un singolo albero possono essere presenti più nidi.
All'interno del nido, la femmina depone 3-5 uova azzurrine con fine maculatura bruno-rossiccia, che provvede a covare da sola per circa tre settimane, mentre il maschio si occupa di reperire il cibo per sé e per la compagna intenta all'incubazione, oltre a tenere d'occhio i dintorni del nido e (assieme alla compagna e alle altre coppie nidificanti presenti nei dintorni) a scacciare eventuali pericoli.

I pulli sono ciechi ed implumi alla schiusa: essi vengono accuditi ed imbeccati da ambedue i genitori, e divengono in grado d'involarsi attorno ai due mesi di vita. Anche dopo l'involo, i giovani continuano a rimanere coi genitori nell'ambito dello stormo di appartenenza ancora per alcuni mesi, seguendoli nei loro spostamenti e continuando a chiedere loro l'imbeccata, sebbene via via più sporadicamente man mano che divengono pià maturi.
Il corvo delle case subisce parassitismo di cova da parte del koel comune.

## Distribuzione e habitat

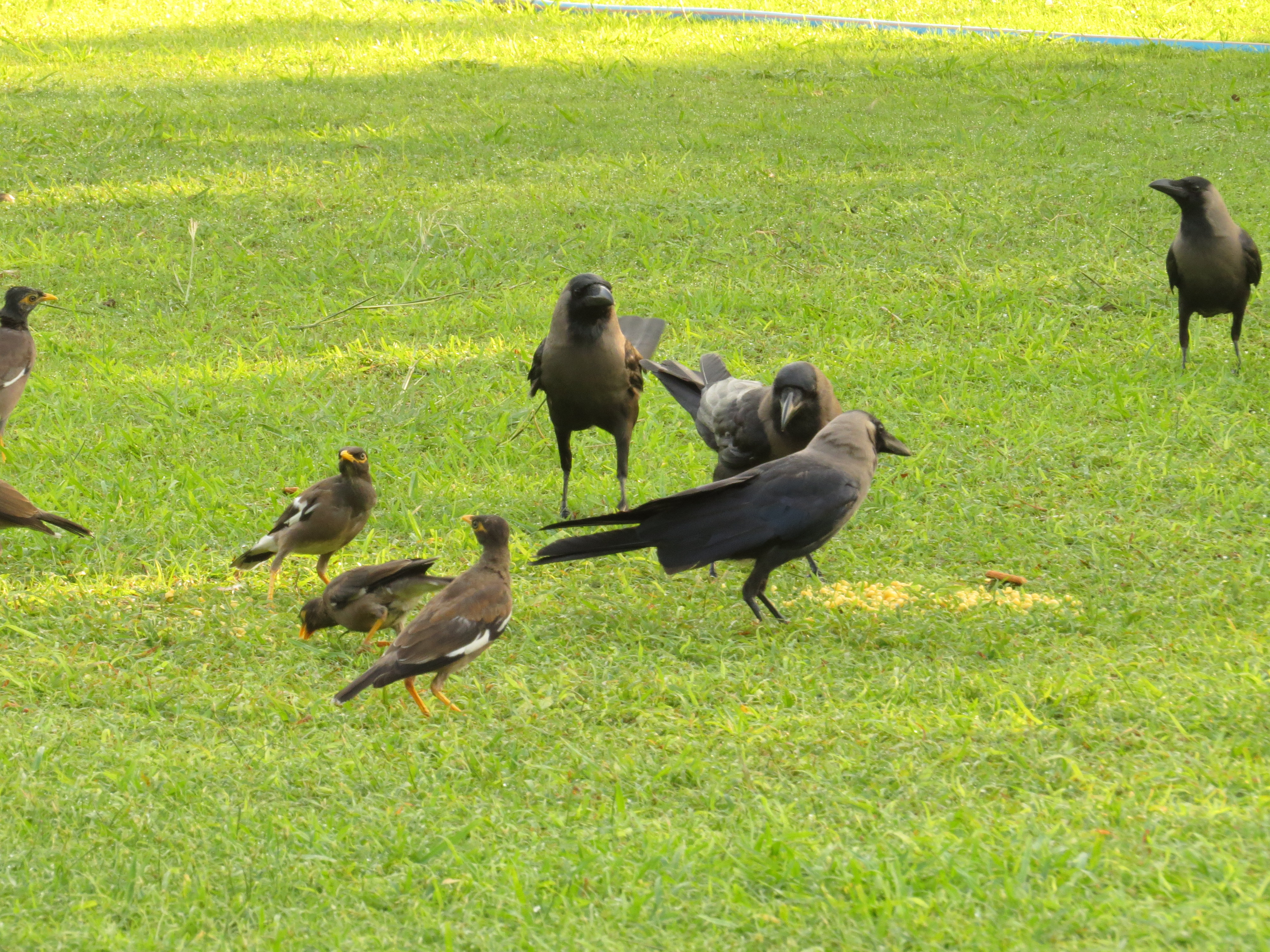
Esemplari al suolo a Nuova Delhi, in compagnia di alcuni storni tristi.

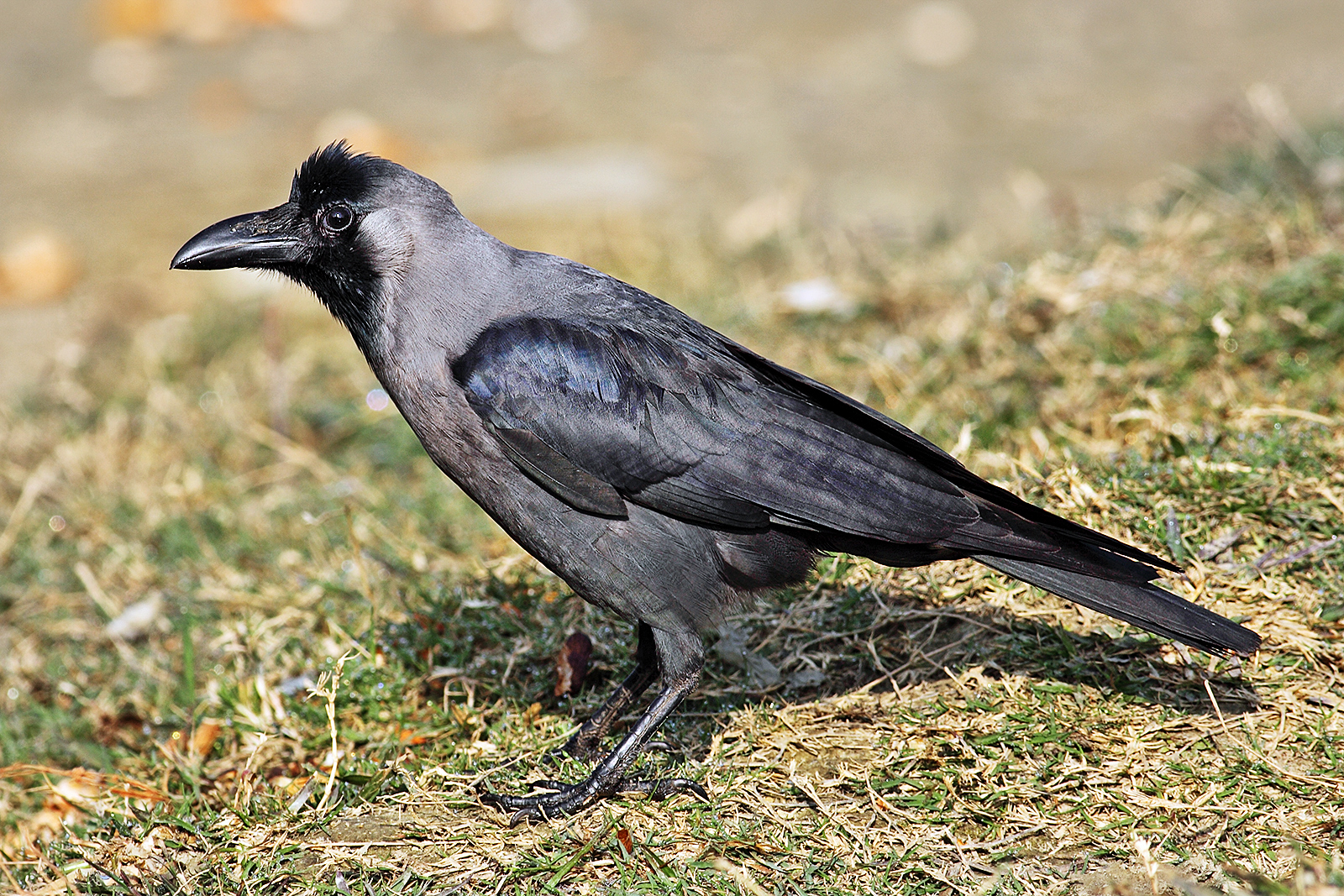
Esemplare al suolo a Pokhara.

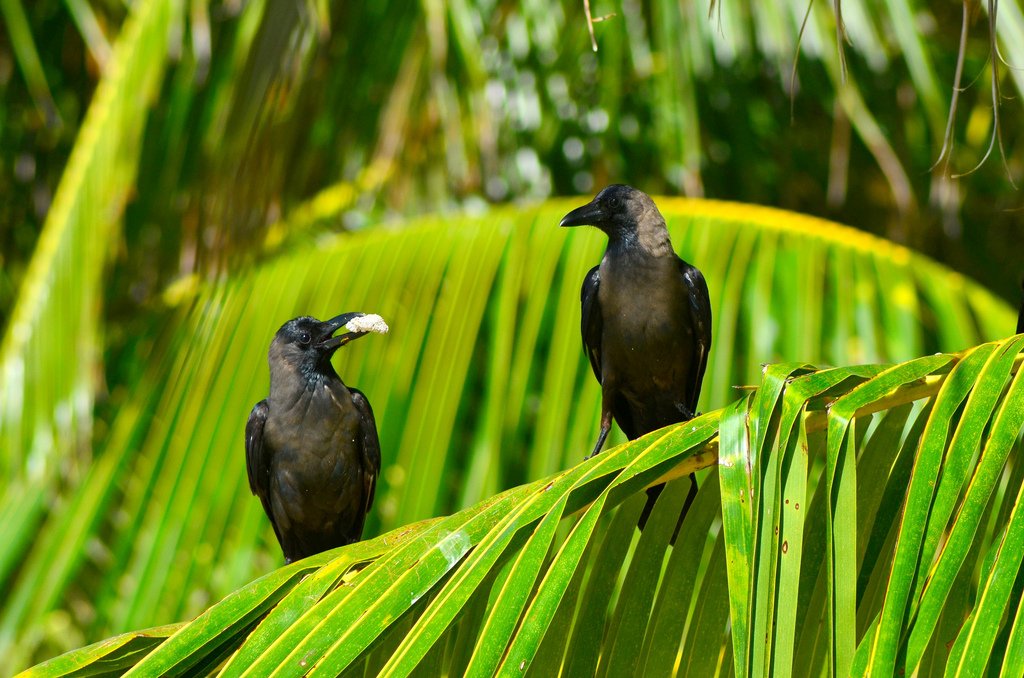
Due esemplari a Male.

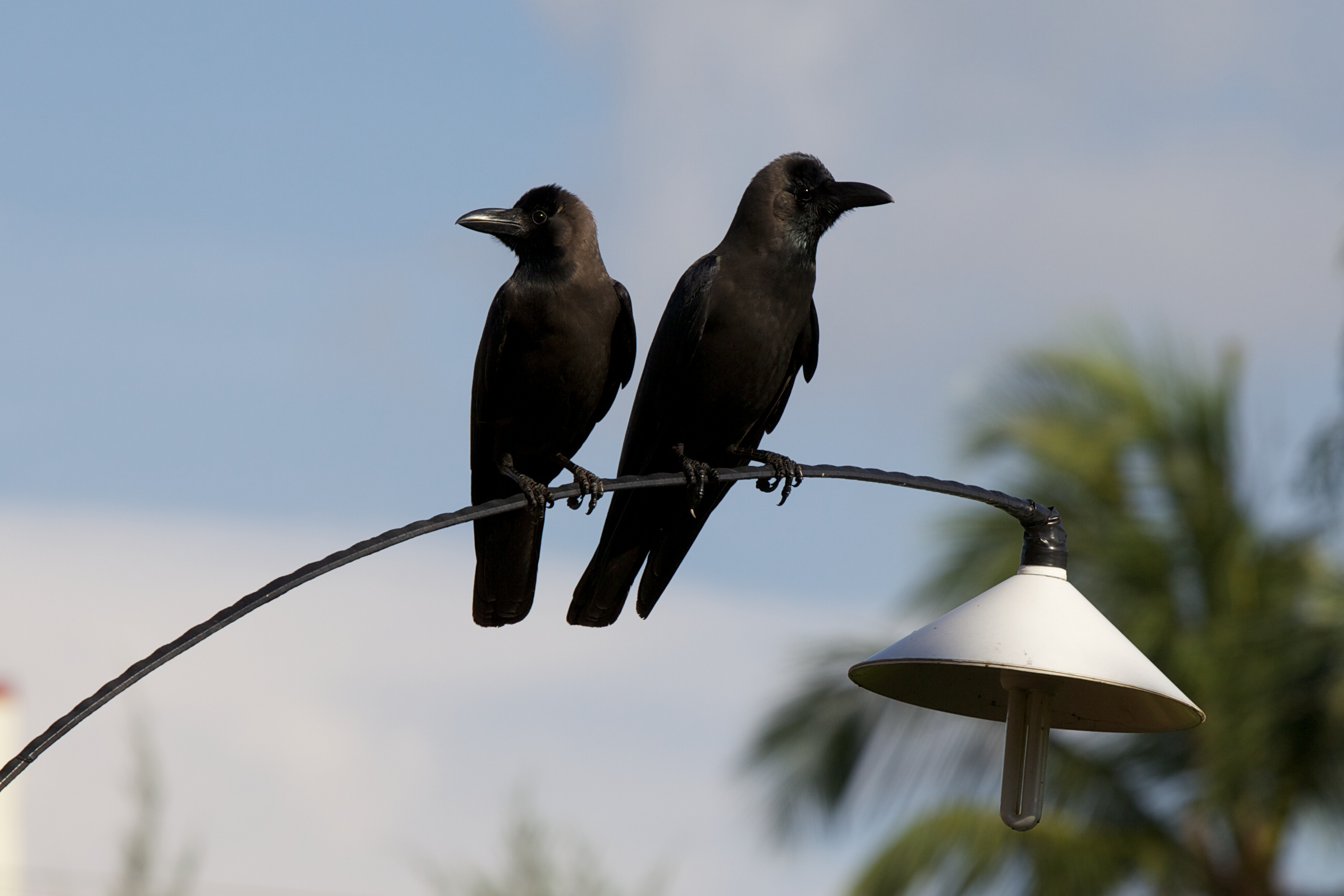
Due esemplari in Sri Lanka.

Il corvo delle case popola gran parte del Subcontinente indiano: questi uccelli, infatti, sono diffusi dall'Iran sud-orientale (area costiera del Belucistan centro-orientale) al Tenasserim, attraverso Pakistan, India (pur mancando dall'estremo nord di ambedue gli Stati), Nepal, Sikkim, Bhutan, Bangladesh, sud del Tibet, Birmania e Yunnan sud-occidentale: in passato la specie popolava anchae il sud-ovest della Thailandia.

Questi uccelli sono inoltre stati introdotti in numerose aree dell'Africa orientale e della penisola araba, a Port Sudan, in numerose isole dell'Oceano Indiano (compresi Zanzibar, dove sono stati portati nel 1897, ed il Madagascar), in Europa (dove dal 1998 è presente una piccola popolazione a Hoek van Holland, mentre un singolo esemplare abita il porto di Cork), in Nord America (con una popolazione riproduttiva a Saint Petersburg) e Sud-est Asiatico (Singapore e Hong Kong), dove si sono naturalizzate: anche le popolazioni maldiviane e delle Laccadive sono probabilmente frutto di introduzioni in tempi remoti.
L'habitat di questi uccelli è rappresentato da una varietà di ambienti tropicali e subtropicali, purché vi sia presenza sufficiente di cibo e acqua: la loro presenza è però (come del resto intuibile dal nome comune) sempre strettamente legata a quella dell'uomo, tanto che non sono note popolazioni di corvo delle case che sussistono lontano da insediamenti umani più o meno grandi.

## Tassonomia
Se ne riconoscono cinque sottospecie:

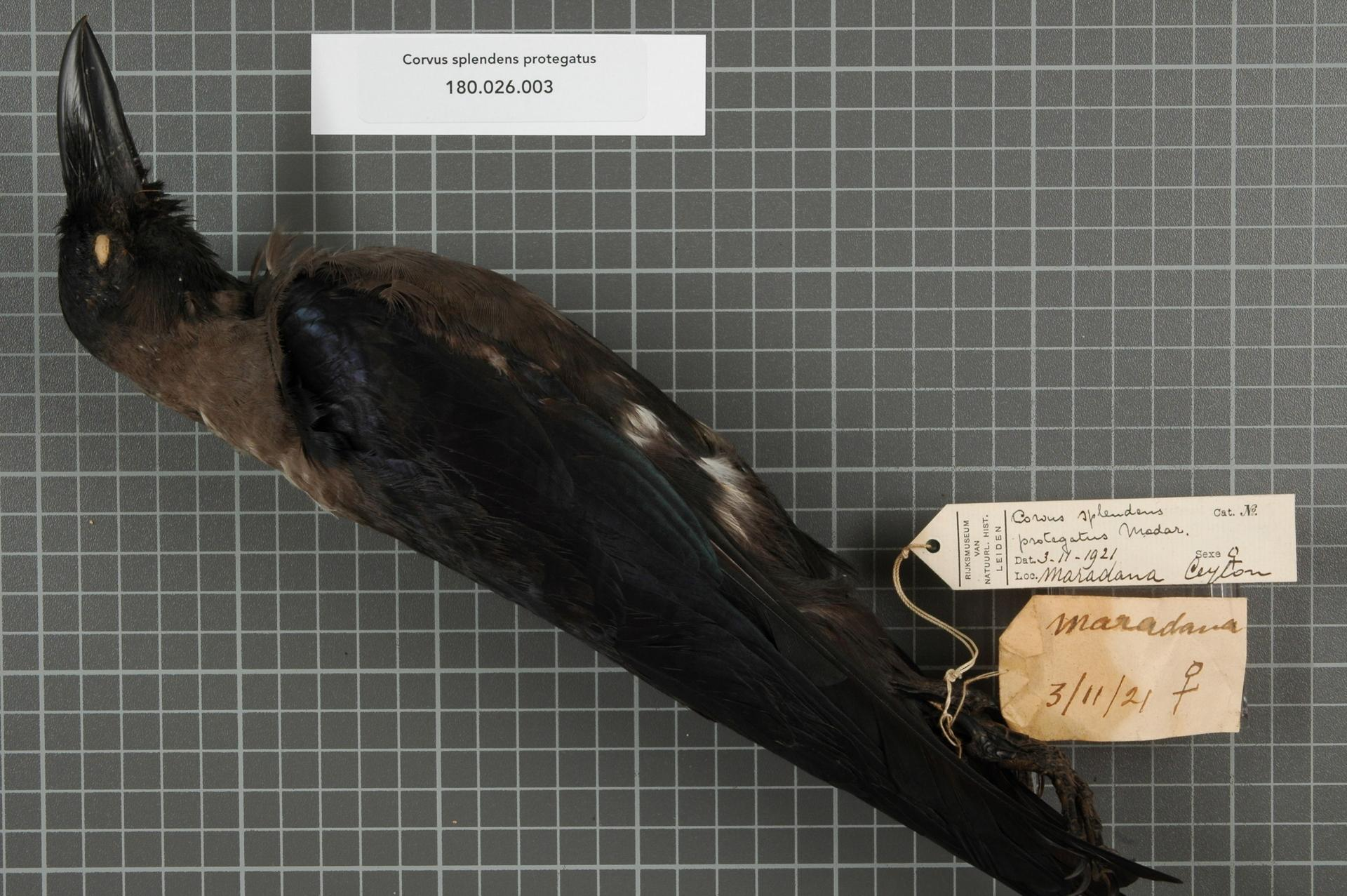
Esemplare impagliato della sottospecie protegatus.

- Corvus splendens zugmayeri Laubmann, 1913 - dal collo chiaro, diffusa nella porzione occidentale dell'areale occupato dalla specie, fino all'India nord-occidentale e centro-settentrionale;
- Corvus splendens splendens Vieillot, 1817 - la sottospecie nominale, diffusa in gran parte del subcontinente indiano fino alla Birmania occidentale;
- Corvus splendens protegatus Madarász, 1904 - dal grigio più scuro, diffusa nel sud dell'India (Kerala e Tamil Nadu, in Sri Lanka ed alle Laccadive;
- Corvus splendens maledivicus Reichenow, 1904 - endemica delle Maldive;
- Corvus splendens insolens Hume, 1874 - di colore scuro, diffusa nella porzione orientale dell'areale occupato dalla specie, dall'estremo sud-ovest della Cina al Tenasserim;

Alcuni autori accorperebbero la sottospecie maledivicus a protegatus, considerandola una popolazione meticcia di uccelli introdotti in tempi remoti.